# Clyde Edwards-Helaire
Clyde Edwards-Helaire (Baton Rouge, Luisiana, 11 de abril de 1999) es un jugador profesional estadounidense de fútbol americano que se desempeña en la posición de running back en New Orleans Saints, equipo de la National Football League (NFL).

## Carrera
Fue seleccionado en la primera ronda en la Reunión Anual de Selección de Jugadores de la NFL de 2020. Hizo su debut profesional con el equipo Kansas City Chiefs, donde lleva jugando cuatro temporadas.